# El Yunque

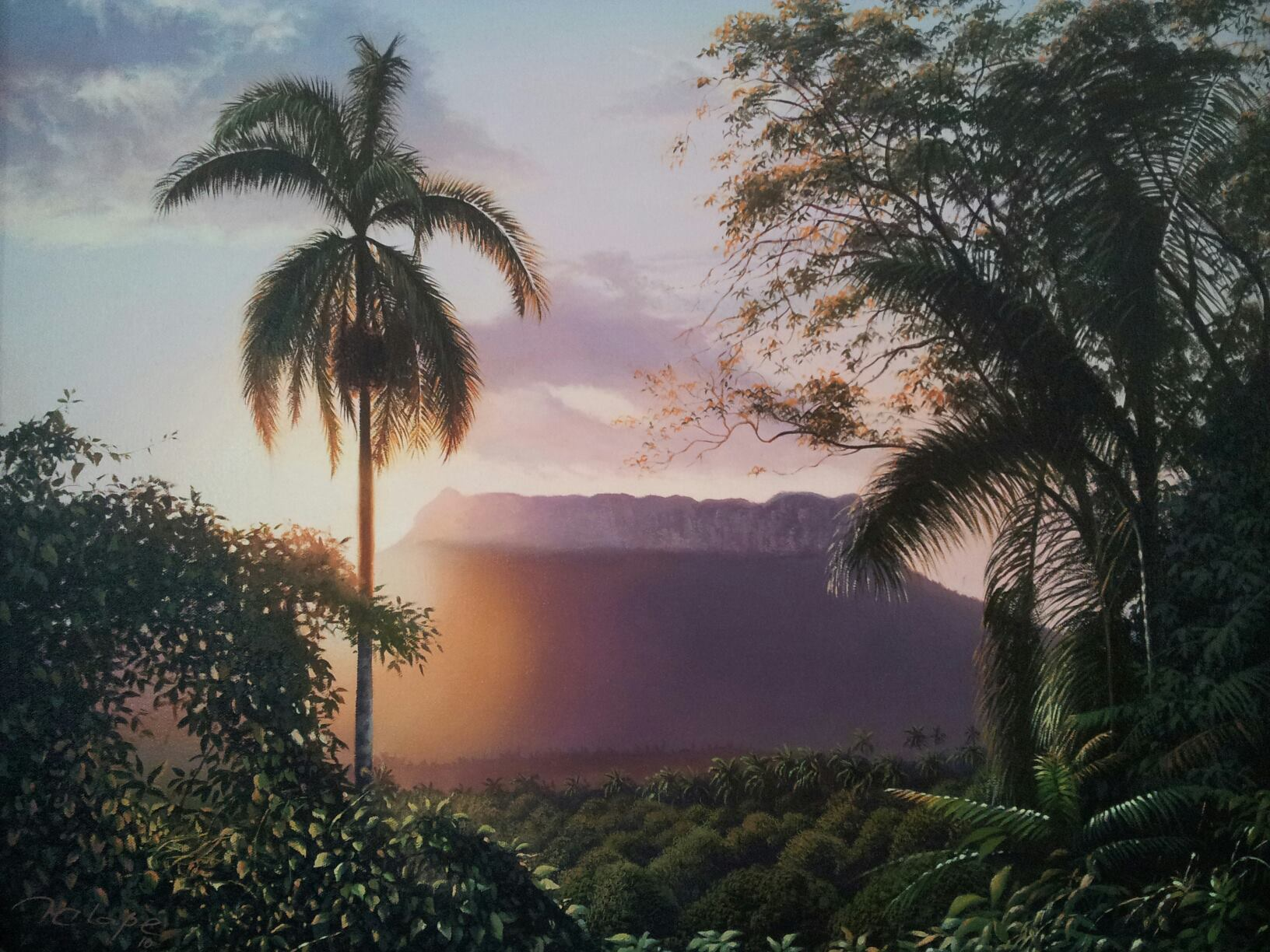
El Yunque

El Yunque (spanisch für: „der Amboss“) ist ein im Biosphärenreservat Cuchillas del Toa liegender Tafelberg im Osten Kubas. Der 575 m hohe Kalksteinfels befindet sich inmitten von dichtem tropischem Regenwald etwa 7 km westlich von der Hafenstadt Baracoa in der Provinz Guantánamo.
Den Ureinwohner Kubas, den Taíno, war der Berg heilig. Seefahrern diente der El Yunque durch seine markante Form als Orientierungshilfe. 1987 deklarierte die UNESCO das gesamte Gebiet um El Yunque zum UNESCO-Biosphärenreservat „Cuchillas del Toa“.
Der Tafelberg kann zu Fuß bestiegen werden, wozu jedoch die Überquerung eines Flusses erforderlich ist. Auf dem Gipfel befindet sich eine Büste von Christoph Kolumbus.

## Flora und Fauna

### Flora
Die Vegetation von El Yunque kann grob in zwei Stufen eingeteilt werden. Am Fuße des Berges und solange die Steigung es zulässt, bestimmen Holzwirtschaft und die typischen Kakao- und Bananenplantagen das Erscheinungsbild.
Sobald das Gelände zu steil für eine Nutzung des Waldes wird, findet sich naturbelassener tropischer Regenwald mit zahlreichen Tier- und Pflanzenarten.
Nur relativ wenig Wasser ist für die Pflanzen verfügbar, da im porösen Kalkgestein das Regenwasser rasch versickert. Dies führte zur Entwicklung einer Vielzahl endemischer Spezien.
So sind beispielsweise zwei fleischfressende Pflanzen hier beheimatet und auch die Steineiben – eine der ältesten Pflanzengattungen der Welt. An den grünen Hängen von El Yunque sind überdies zahlreiche Exemplare der endemischen Palmenart Coccothrinax yunquensis zu finden.

### Fauna
Neben der beeindruckenden Flora des Berges, hält El Yunque eine ebenso außergewöhnliche Fauna bereit: Bedrohte Vogelarten wie der Elfenbeinspecht und die Kuba-Schneckenweihe haben hier ihre Heimat.
Auch der nur wenige Millimeter messende Sminthillus limbatus sowie der rattenähnliche Kubanische Schlitzrüssler haben hier ihren Lebensraum.